# Ayuntamiento de Penang
El Ayuntamiento es la sede del gobierno local en la ciudad de George Town en Penang, Malasia. Construido por los británicos, ahora sirve como sede del Ayuntamiento de la isla de Penang y anteriormente fue la sede del Ayuntamiento de George Town.
Terminado en 1903 como Oficinas Municipales, fue erigido por 100,000 dólares de las Colonias del Estrecho para aliviar la demanda de espacio para oficinas en el Ayuntamiento adyacente. El nombre de Ayuntamiento se remonta a la concesión del estatus de ciudad a George Town en 1957.
Como su homónimo, está ubicado en Esplanade Road, con vistas al histórico patio de armas, Padang, dentro de la Esplanade. Están situados dentro del sitio del Patrimonio Mundial de la UNESCO de George Town.

## Historia
La historia de los edificios municipales de George Town comenzó en 1873, cuando se planteó por primera vez una propuesta para construir el Town Hall. Su construcción comenzó en 1879 y se inauguró al año siguiente, convirtiéndolo en el primer edificio municipal de George Town.
Este albergaba el gobierno local de George Town, la Comisión Municipal de George Town y servía como sede de eventos sociales para la élite europea. Sin embargo, la Comisión Municipal pronto consideró que el espacio de oficinas dentro era insuficiente. Por lo tanto, se elaboraron planes para la construcción de otro edificio municipal justo al lado.
Se llamó a licitación para la construcción de las Oficinas Municipales en 1900. Lee Ah Chang, un local de etnia china, ganó el contrato con una oferta de 75.400 dólares de las Colonias del Estrecho. Estas se construyeron en los estilos barroco eduardiano y palladiano, que eran populares en ese momento.
Cuando se completo en 1903, su costo de construcción se había disparado a dólares de las Colonias del Estrecho. La Comisión Municipal de George Town decidió trasladarse de forma encubierta a este nuevo edificio, y que no se realizaría ninguna ceremonia de inauguración. Desde entonces, el Town Hall sería usado para eventos sociales.
Este edificio la distinción de ser uno de los primeros edificios en Penang en estar completamente equipado con luces y ventiladores eléctricos.
Las Oficinas Municipales pasaron a llamarse Ayuntamiento en 1957, cuando George Town fue declarada ciudad por Su Majestad la Reina Isabel II, y, sirvió como sede del Ayuntamiento de George Town hasta su eventual fusión con el Consejo del Distrito Rural de la Isla de Penang para formar el Consejo Municipal de la Isla de Penang de Penang en 1976. Incluso después de esta consolidación de 1976 de los dos consejos locales de Isla de Penang|la isla de Penang, los penangitas todavía se referían al edificio como el Ayuntamiento.
Fue renovado por última vez entre 2004 y 2005, y aunque conserva gran parte de su forma original, las arcadas o logias originales de la planta baja se cerraron con ventanas.

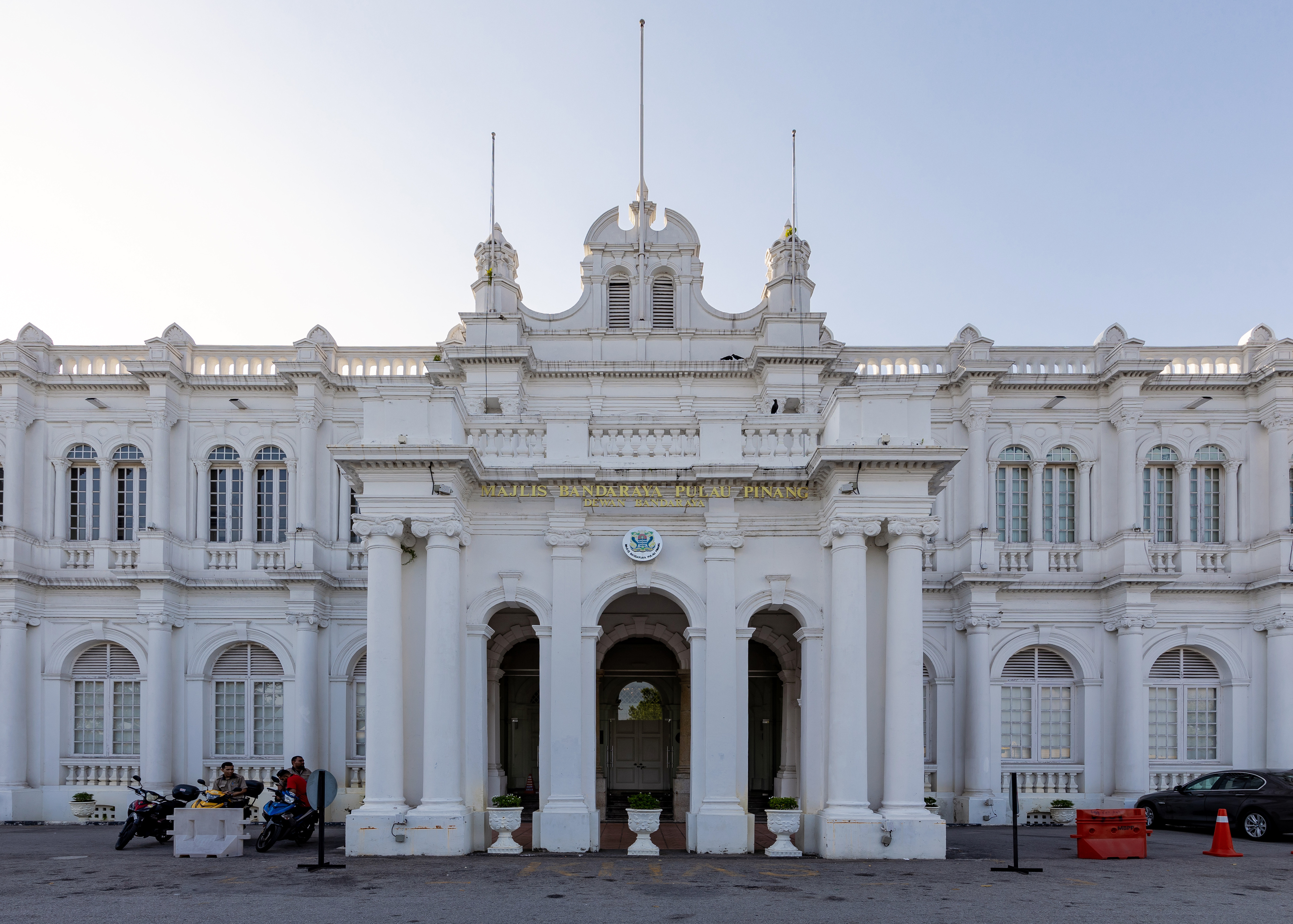
El Ayuntamiento está impregnado de arquitectura barroca eduardiana y palladiana.

Fue catalogado como monumento nacional desde 1982 bajo la Ley de Antigüedades de 1976.
Hoy, sirve como sede del Ayuntamiento de la isla de Penang.